# Da Doggone Daddy-Daughter Dinner Dance
Da Doggone Daddy-Daughter Dinner Dance («Пёс погиб; папа пляшет») — вторая серия первого сезона американского мультсериала «Шоу Кливленда». Премьерный показ состоялся 4 октября 2009 года на канале FOX.

## Сюжет
Дочь Донны, Роберта, всё ещё не хочет принять Кливленда, как отца. Поэтому тот уговаривает её пойти вместе на танцы «папа-дочь». Та поначалу не хочет, но меняет своё решение, когда Кливленд покупает ей серьги.
Тем временем, Кливленд случайно сбивает семейную собаку по имени Мидоуларк Лемон. Пытаясь скрыть происшествие, Кливленд оставляет труп на хранение Лестеру, а тот вскоре его съедает. Тем не менее, Тим уговаривает Кливленда открыть правду семье. Домочадцы приходят в ярость, а Роберта отказывается после этого идти на танцы с Кливлендом, а приглашает туда своего родного отца — Роберта. Попытка купить новую собаку также не находит понимания в семье.

## Создание[2]
Автор сценария: Джулиус Шэйрп
Режиссёр: Чак Клейн
Композитор: Уолтер Мёрфи
Приглашённые знаменитости: Кристен Белл и Сет Грин (в роли Криса Гриффина)

## Интересные факты